# モンテネーロ・ディ・ビザッチャ
モンテネーロ・ディ・ビザッチャ（イタリア語: Montenero di Bisaccia）は、イタリア共和国モリーゼ州カンポバッソ県にある、人口約6,600人の基礎自治体（コムーネ）。

## 地理

### 位置・広がり

#### 隣接コムーネ
隣接するコムーネは以下の通り。括弧内のCHはキエーティ県所属を示す。
- クペッロ (CH)
- グリオネージ
- レンテッラ (CH)
- マファルダ
- モンテチルフォーネ
- パラータ
- ペタッチャート
- サン・フェリーチェ・デル・モリーゼ
- サン・サルヴォ (CH)
- タヴェンナ

## 人物

### 著名な出身者
- ダルダノ・サッケッティ - 脚本家。
- アントニオ・ディ・ピエトロ - 検事・政治家、欧州議会議員。